# La Guacamaya, delstaten Mexiko
La Guacamaya är en ort i kommunen Temascaltepec i delstaten Mexiko i Mexiko. Samhället hade 432 invånare vid folkräkningen 2020.